# アンズル・イスマイロフ
アンズル・フサノヴィチ・イスマイロフ (ラテン文字:Anzur Husanovich Ismailov、ウズベク語: Anzur Ismoilov / Анзур Исмоилов、1985年4月21日 - ) は、ウズベキスタン・タシュケント出身のプロサッカー選手である。現在はウズベク・リーグのFC AGMKに所属している。ポジションはセンターバック。

## 概要
イスマイロフはサマルカンド・ディナモやトラクトル・タシュケント、パフタコール・タシュケント、FCブニョドコルといったクラブでプレーしてきた。
2011年2月7日、長春亜泰へと完全移籍した。

## ウズベキスタン代表
サッカーウズベキスタン代表に2007年から招集され、41試合に出場している。AFCアジアカップには2007年大会、2011年大会に出場した。また、2010 FIFAワールドカップ・アジア予選や2014 FIFAワールドカップ・アジア予選にも出場している。
2013年9月10日のワールドカップ予選、ヨルダン戦で代表初得点となる先制点を挙げたが、延長戦を終えてPK戦に突入。両チーム決め続け、10人目のキッカーを務めたが失敗。これによりウズベキスタンは大陸間プレーオフ進出を逃した。